# Sylvilagus varynaensis
Sylvilagus varynaensis е вид бозайник от семейство Зайцови (Leporidae).

## Разпространение
Видът е разпространен във Венецуела.